# Brynjólfur Sveinsson
Brynjólfur Sveinsson (1605–1675) fue un obispo luterano que sirvió en la aldea de Skálholt al sur de Islandia. Este obispo fue quien descubrió el Codex Regius y lo nombró Edda, dado que asumió que se trataba de la fuente en la que Snorri Sturluson basó su obra.
Brynjólfur atribuyó el manuscrito a Sæmundr fróði, un sacerdote islandés del siglo XII. Esta atribución es rechazada por los eruditos modernos, que opinan que el manuscrito tuvo múltiples autores.
En 1650 Federico III de Dinamarca nombró a Brynjólfur Historiador Real para que sucediera a Stephanius, fallecido recientemente. Declinó el puesto pero prometió al monarca hacer lo que pudiera para recopilar documentos en Islandia. Uno de sus primeros actos fue pedir a todos los feligreses de su diócesis que entregaran al rey los manuscritos antiguos, originales o copias, como regalos o a cambio de una compensación. Entre los manuscritos islandeses que recogió se encontraba Flateyjarbók, que Brynjólfur consiguió visitando personalmente a su propietario.
Brynjólfur también es conocido por su papel en la vida del poeta y escritor Hallgrímur Pétursson.